# Juan Carlos Medina
Juan Carlos Medina (* 22. August 1983 in Torreón, Coahuila) ist ein ehemaliger mexikanischer Fußballspieler, der vorwiegend im Mittelfeld agierte.

## Leben
Medina begann seine Profikarriere in der drittklassigen Segunda División bei Académicos de Guadalajara, einem Farmteam von Atlas Guadalajara. Vom Hauptverein wurde er für die Saison 2003/04 unter Vertrag genommen und gab sein Debüt in der höchsten mexikanischen Spielklasse am 31. August 2003 in einem Lokalderby gegen UAG Tecos, das 0:1 verloren wurde. Sein erstes Tor in der mexikanischen Profiliga erzielte er am 30. September 2004 zum 1:1-Ausgleich in der 56. Minute beim 3:1-Sieg der Atlistas gegen die UNAM Pumas.
Im Sommer 2008 wechselte Medina zum Club América, bei dem er sich jedoch nicht von Anfang an durchsetzen konnte und daher zunächst an den CF Monterrey ausgeliehen wurde, mit dem er in der Apertura 2009 den Meistertitel gewann.
In der Saison 2010/11 wurde er an den Club San Luis ausgeliehen und seit der Saison 2011/12 steht er wieder im Kader der Americanistas, mit denen er in der Clausura 2013 einen weiteren Meistertitel gewann.
Sein Debüt für die mexikanische Nationalmannschaft gab er am 10. November 2004 in einem Testspiel gegen Guatemala, das 2:0 gewonnen wurde. Nach einem weiteren Länderspieleinsatz am 28. Februar 2007 gegen Venezuela (3:1) kam Medina erst ab 2013 wieder zu weiteren Einsätzen.

## Erfolge
- Mexikanischer Meister: Apertura 2009, Clausura 2013